# CD48-Antigen
Das CD48-Antigen ist ein Oberflächenprotein aus der Gruppe der Zelladhäsionsmoleküle.

## Eigenschaften
CD48 bindet CD2 und 2B4 und ist ein Kostimulator. Es ist glykosyliert und besitzt einen GPI-Anker.
Mutationen im CD48-Gen können zu einer Krankheit führen, welche durch chronisch wiederkehrende Entzündungsschübe charakterisiert ist.